# ديفيد كروكت غراهام
ديفيد كروكت غراهام (بالإنجليزية: David Crockett Graham)‏ هو أمين متحف أمريكي، ولد في 21 مارس 1884 في غرين فورست في الولايات المتحدة، وتوفي في 15 سبتمبر 1961 في إنجلوود في الولايات المتحدة.